# Torino Film Festival 2015
La 33ª edizione del Torino Film Festival (TFF 33) si è svolta a Torino dal 20 al 28 novembre 2015, diretta per la seconda volta consecutiva da Emanuela Martini.
L'immagine-locandina di questa edizione raffigura Orson Welles in un piano americano su sfondo bianco.
L'11 novembre, a Roma, il programma dell'edizione è stato presentato in conferenza stampa da Emanuela Martini, Massimo Causo e Davide Oberto.
La cerimonia d'inaugurazione ha avuto luogo nell'Auditorium Giovanni Agnelli (all'interno del Lingotto), condotta dalla madrina Chiara Francini.
Il film d'apertura è stato Suffragette di Sarah Gavron.
Julien Temple è stato "guest director" dell'edizione e curatore della sezione "Questione di Vita e di Morte".
La giuria del concorso principale, presieduta da Valerio Mastandrea, ha assegnato il premio come miglior film al belga Keeper di Guillaume Senez.

## Giurie

### Concorso principale (Torino 33)
- Valerio Mastandrea - presidente di giuria[10]
- Marco Cazzato
- Josephine Decker
- Jan-Ole Gerster
- Corin Hardy[11]

### Internazionale.doc
- Maja Bogojevic
- Leonardo Di Costanzo
- Marie Losier

### Italiana.doc
- Jonas Carpignano
- Minnie Ferrara
- Giovanni Giommi

### Italiana corti
- Dente
- François Farellacci
- Tiziana Lo Porto[10]

### Premio FIPresCi
- Kerem Akca
- Gyözö Miklos Mátyás
- Luca Pellegrini

### Premio Cipputi
- Francesco Tullio Altan
- Mariano Morace
- Costanza Quatriglio[11]

## Sezioni

### Concorso principale (Torino 33)
- A Simple Goodbye, regia di Degena Yun (Cina)
- Colpa di comunismo, regia di Elisabetta Sgarbi (Italia)
- Coma, regia di Sara Fattahi (Siria, Libano)
- Coup de chaud, regia di Raphaël Jacoulot (Francia)
- God Bless the Child, regia di Robert Machoian, Rodrigo Ojeda-Beck (Stati Uniti d'America)
- I racconti dell'orso, regia di Olmo Amato, Samuele Sestieri (Italia)
- Idealisten, regia di Christina Rosendahl (Danimarca)
- John From, regia di João Nicolau (Portogallo)
- Keeper, regia di Guillaume Senez (Belgio, Svizzera, Francia)
- Paulina (La patota), regia di Santiago Mitre (Argentina, Brasile, Francia)
- Les Loups, regia di Sophie Deraspe (Canada, Francia)
- Lo scambio, regia di Salvo Cuccia (Italia)
- Mia madre fa l'attrice, regia di Mario Balsamo (Italia)
- Sopladora de hojas, regia di Alejandro Iglesias Mendizábal (Messico)
- The Waiting Room, regia di Igor Drljaca (Canada, Bosnia ed Herzegovina, Croazia)

### Festa Mobile
- Antonia., regia di Ferdinando Cito Filomarino (Italia)
- Le mille e una notte - Arabian Nights (As mil e uma noites), regia di Miguel Gomes (Portogallo)
- Bambini nel tempo, regia di Roberto Faenza, Filippo Macelloni (Italia)
- Bella e perduta, regia di Pietro Marcello (Italia)
- Borsalino City, regia di Enrica Viola (Italia)
- Brooklyn, regia di John Crowley (Irlanda, Regno Unito, Canada)
- Il sapore del successo (Burnt), regia di John Wells (Stati Uniti d'America)
- Il tesoro (Comoara), regia di Corneliu Porumboiu (Romania, Francia)
- Giulietta degli spiriti, regia di Federico Fellini (Italia, Francia) - 1965
- Guldkysten, regia di Daniel Dencik (Danimarca, Ghana)
- Hello, My Name Is Doris, regia di Michael Showalter (Stati Uniti d'America)
- High-Rise - La rivolta (High-Rise), regia di Ben Wheatley (Regno Unito)
- Hong Kong Trilogy: Preschooled Preoccupied Preposterous, regia di Christopher Doyle (Hong Kong)
- Heart of the Sea - Le origini di Moby Dick (In the Heart of the Sea), regia di Ron Howard (Stati Uniti d'America)
- Iona, regia di Scott Graham (Regno Unito)
- Just Jim, regia di Craig Roberts (Regno Unito)
- La felicità è un sistema complesso, regia di Gianni Zanasi (Italia)
- La resistenza dell'aria (La Résistance de l'air), regia di Fred Grivois (Francia, Belgio)
- Lamb, regia di Ross Partridge (Stati Uniti d'America)
- London Road, regia di Rufus Norris (Regno Unito)
- Luce mia, regia di Lucio Viglierco (Italia)
- Quel fantastico peggior anno della mia vita (Me & Earl & the Dying Girl), regia di Alfonso Gomez-Rejon (Stati Uniti d'America)
- Nasty Baby, regia di Sebastián Silva (Stati Uniti d'America)
- The Assassin (Cìkè Niè Yǐnniáng), regia di Hou Hsiao-hsien (Taiwan, Cina, Hong Kong)
- Oggi insieme, domani anche, regia di Antonietta De Lillo (Italia)
- Phantom Boy, regia di Jean-Loup Felicioli, Alain Gagnol (Francia, Belgio)
- Pod ėlektričeskimi oblakami, regia di Aleksej Alekseevič German (Russia, Ucraina, Polonia)
- Prima che la vita cambi noi, regia di Felice Pesoli (Italia)
- Ritorno a Spoon River, regia di Nene Grignaffini, Francesco Conversano (Italia)
- Stinking Heaven, regia di Nathan Silver (Stati Uniti d'America)
- Suffragette, regia di Sarah Gavron (Regno Unito)
- Tangerine, regia di Sean Baker (Stati Uniti d'America)
- Te prometo anarquía, regia di Julio Hernández Cordón (Messico, Germania)
- Terrore nello Spazio, regia di Mario Bava (Italia, Spagna) - 1965
- The Dressmaker - Il diavolo è tornato (The Dressmaker), regia di Jocelyn Moorhouse (Australia)
- The Lady in the Van, regia di Nicholas Hytner (Regno Unito)
- Tragica alba a Dongo, regia di Vittorio Crucillà (Italia)
- West and Soda, regia di Bruno Bozzetto (Italia) - 1965
- The Idol (Ya tayr el tayer), regia di Hany Abu-Assad (Regno Unito, Palestina, Qatar, Olanda, Emirati Arabi Uniti)

### Festa Mobile / Palcoscenico
- Morituri, regia di Daniele Segre (Italia)
- Sexxx, regia di Davide Ferrario (Italia)

### Festa Mobile / Gran Premio Torino
- Voci lontane... sempre presenti (Distant Voices, Still Lives), regia di Terence Davies (Regno Unito) - 1988
- Sunset Song, regia di Terence Davies (Regno Unito, Lussemburgo)

### After Hours
- The Wave (Bølgen), regia di Roar Uthaug (Norvegia)
- Évolution, regia di Lucile Hadžihalilović (Francia, Spagna, Belgio)
- February - L'innocenza del male (The Blackcoat's Daughter), regia di Oz Perkins (Stati Uniti d'America)
- Piccoli demoni (Hellions), regia di Bruce McDonald (Canada)
- Kilo Due Bravo - Ad un passo dalla morte (Kajaki), regia di Paul Katis (Regno Unito)
- Lace Crater, regia di Harrison Atkins (Stati Uniti d'America)
- Rabu & Pîsu, regia di Sion Sono (Giappone)
- Moonwalkers, regia di Antoine Bardou-Jacquet (Regno Unito, Francia, Belgio)
- Tag (Riaru onigokko), regia di Sion Sono (Giappone)
- Shinjuku suwan, regia di Sion Sono (Giappone)
- The Devil's Candy, regia di Sean Byrne (Stati Uniti d'America)
- The Final Girls, regia di Todd Strauss-Schulson (Stati Uniti d'America)
- The Forbidden Room, regia di Guy Maddin (Canada)
- The Girl in the Photographs, regia di Nick Simon (Stati Uniti d'America)
- The Hallow, regia di Corin Hardy (Regno Unito)
- The Nightmare, regia di Rodney Ascher (Stati Uniti d'America)
- Uns geht es gut, regia di Henri Steinmetz (Germania)

### Onde
- A Morning Light, regia di Ian Clark (Stati Uniti d'America)
- A vida é estranha, regia di Glauber Rocha, Mossa Bildner (Brasile) - 1975
- Aqui, em Lisboa - Episódios da vida de uma cidade, regia di Denis Côté, Dominga Sotomayor, Gabriel Abrantes, Marie Losier (Portogallo)
- Balikbayan #1: Memories of Overdevelopment Redux III, regia di Kidlat Tahimik (Filippine)
- Des provinces lointaines, regia di Catherine Libert, Stefano Canapa (Italia)
- Dream Land, regia di Steve Chen (Cambogia, Stati Uniti d'America)
- Faire la parole, regia di Eugène Green (Francia)
- Heterophobia, regia di Goyo Anchou (Argentina)
- Nacimiento, regia di Martin Mejia Rugeles (Colombia)
- Nosotras. Ellas, regia di Julia Pesce (Argentina)
- Pompei Eternal Emotion, regia di Pappi Corsicato (Italia)
- Rak ti Khon Kaen, regia di Apichatpong Weerasethakul (Thailandia, Regno Unito, Francia, Germania, Malesia)
- Stand By for Tape Back-Up, regia di Ross Sutherland (Regno Unito)
- Symptoma, regia di Angelos Frantzis (Grecia)
- Una società di servizi, regia di Luca Ferri, Enrico Mazzi (Italia)

### TorinoFilmLab
- Eva Nová, regia di Marko Škop (Slovacchia, Repubblica Ceca)
- Interruption, regia di Yorgos Zois (Grecia)
- Mountain, regia di Yaelle Kayam (Israele, Danimarca)
- Ni le ciel ni la terre, regia di Clément Cogitore (Francia, Belgio)
- Rodinný film, regia di Olmo Omerzu (Repubblica Ceca, Germania, Slovenia, Francia, Slovacchia)
- Sophelikoptern, regia di Jonas Selberg Augustsén (Svezia, Qatar)
- Tikkun, regia di Avishai Sivan (Israele)
- Underground Fragrance, regia di Peng Fei Song (Francia, Cina)

### TFFdoc / Eventi speciali
- La France est notre patrie, regia di Rithy Panh (Francia)

### TFFdoc / Italiana.doc
- A Sud di Pavese, regia di Matteo Bellizzi (Italia)
- Dustur, regia di Marco Santarelli (Italia)
- Il solengo, regia di Alessio Rigo De Righi, Matteo Zoppis (Italia)
- Il successore, regia di Mattia Epifani (Italia)
- Irrawaddy mon amour, regia di Valeria Testagrossa, Nicola Grignani, Andrea Zambelli (Italia)
- La gente resta, regia di Maria Tilli (Italia)
- Lamerica, regia di Stefano Galli (Stati Uniti, Italia)
- Rino - La mia ascia di guerra, regia di Andrea Zambelli (Italia)
- Vincenzo da Crosia, regia di Fabio Mollo (Italia)

## Premi

### Torino 33
- Miglior film: Keeper, regia di Guillaume Senez (Belgio, Svizzera, Francia)
- Premio speciale della giuria (Fondazione Sandretto Re Rebaudengo): Paulina (La patota), regia di Santiago Mitre (Argentina, Brasile, Francia)
- Miglior attrice: Dolores Fonzi per Paulina (La patota)
- Miglior attore: Karim Leklou per Coup de chaud
- Miglior sceneggiatura: A Simple Goodbye, regia di Degena Yun (Cina); ex aequo con Sopladora de hojas, regia di Alejandro Iglesias Mendizábal (Messico)
- Premio del pubblico: Coup de chaud, regia di Raphaël Jacoulot (Francia)
- Miglior documentario internazionale: Dans ma tête un rond-point, regia di Hassen Ferhani (Algeria, Francia)
- Premio speciale della giuria Internazionale.doc: Gipsofila, regia di Margarida Leitão (Portogallo)
- Miglior documentario italiano: Il solengo, regia di Alessio Rigo De Righi, Matteo Zoppis
- Premio speciale della giuria Italiana.doc: La gente resta, regia di Maria Tilli
- Premio FIPresCi: Les Loups, regia di Sophie Deraspe (Canada, Francia)
- Premio Cipputi (miglior film sul mondo del lavoro): Il successore, regia di Mattia Epifani (Italia)
- Miglior cortometraggio: Le dossier de Mari S., regia di Olivia Molnàr (Belgio)[2][12][10]

### Collaterali
- Premio Scuola Holden (miglior sceneggiatura): Sopladora de hojas, regia di Alejandro Iglesias Mendizábal (Messico)
- Premio Achille Valdata: Paulina (La patota), regia di Santiago Mitre (Argentina, Brasile, Francia)
- Premio AVANTI: Dustur, regia di Marco Santarelli (Italia)
- Premio "Gli Occhiali di Gandhi": Dustur, regia di Marco Santarelli (Italia)
- Premio Interfedi per il rispetto delle minoranze e per la laicità (Chiesa Valdese e Comunità Ebraica di Torino): Coup de chaud, regia di Raphaël Jacoulot (Francia)[13][11]

### Alla carriera
- Gran Premio Torino: Terence Davies[5][7]
- Premio Cipputi alla carriera: Francesca Comencini[4][7]